# Щ-422
| Щ-422                                                                                    | Щ-422                                                 | Щ-422                                                 |
| ---------------------------------------------------------------------------------------- | ----------------------------------------------------- | ----------------------------------------------------- |
| Щ-422                                                                                    |                                                       |                                                       |
|                                                                                          |                                                       |                                                       |
| Схема підводного човна типу «Щука»                                                       |                                                       |                                                       |
| Верф                                                                                     | Коломенський завод, Коломна/ССЗ № 112, Горький        | Коломенський завод, Коломна/ССЗ № 112, Горький        |
| Під прапором                                                                             | СРСР                                                  | СРСР                                                  |
| Належність                                                                               | Військово-морський флот СРСР                          | Військово-морський флот СРСР                          |
| Порт приписки                                                                            | Полярний                                              | Полярний                                              |
| Закладений                                                                               | 15 грудня 1934                                        | 15 грудня 1934                                        |
| Спуск на воду                                                                            | 12 квітня 1935                                        | 12 квітня 1935                                        |
| Введений до складу флоту                                                                 | 5 грудня 1937                                         | 5 грудня 1937                                         |
| На службі                                                                                | 1937–1943                                             | 1937–1943                                             |
| Загибель                                                                                 | у липні 1943 року зник безвісти                       | у липні 1943 року зник безвісти                       |
| Бойовий досвід                                                                           | Зимова війна Друга світова війна Кампанія в Арктиці   | Зимова війна Друга світова війна Кампанія в Арктиці   |
| Нагороди                                                                                 | Радянська гвардія                                     | Радянська гвардія                                     |
| Проєкт                                                                                   |                                                       |                                                       |
| Тип ПЧ                                                                                   | дизель-електричний середній торпедний підводний човен | дизель-електричний середній торпедний підводний човен |
| Головний конструктор                                                                     | Малінін Б. М.                                         | Малінін Б. М.                                         |
| Основні характеристики                                                                   |                                                       |                                                       |
| Швидкість (надводна)                                                                     | 12 вузлів (23 км/год)                                 | 12 вузлів (23 км/год)                                 |
| Швидкість (підводна)                                                                     | 8 вузлів (14,5 км/год)                                | 8 вузлів (14,5 км/год)                                |
| Робоча глибина занурення                                                                 | 75 м                                                  | 75 м                                                  |
| Гранична глибина занурення                                                               | 90 м                                                  | 90 м                                                  |
| Автономність плавання                                                                    | 20 діб                                                | 20 діб                                                |
| Екіпаж                                                                                   | 42 офіцери та матроси                                 | 42 офіцери та матроси                                 |
| Розміри                                                                                  |                                                       |                                                       |
| Довжина найбільша (по КВЛ)                                                               | 58,5 м                                                | 58,5 м                                                |
| Ширина корпусу найб.                                                                     | 6,2 м                                                 | 6,2 м                                                 |
| Середня осадка (по КВЛ)                                                                  | 3,9 м                                                 | 3,9 м                                                 |
| Водотоннажність надводна                                                                 | 592 т                                                 | 592 т                                                 |
| Водотоннажність підводна                                                                 | 715 т                                                 | 715 т                                                 |
| Силова установка                                                                         |                                                       |                                                       |
| Дизель-електрична; 2 × дизельних двигуни 38В8 2 × електромотори ПГВ заводу «Електросила» |                                                       |                                                       |
| Гвинти                                                                                   | 2                                                     | 2                                                     |
| Потужність                                                                               | 2 × 685 к.с. (дизелі) 2 × 400 к.с. (електродвигуни)   | 2 × 685 к.с. (дизелі) 2 × 400 к.с. (електродвигуни)   |
| Озброєння                                                                                |                                                       |                                                       |
| Артилерія                                                                                | 2 × 45-мм напівавтоматичні гармати 21-К               | 2 × 45-мм напівавтоматичні гармати 21-К               |
| Торпедно- мінне озброєння                                                                | 4 носових та 2 кормові ТА калібру 533-мм (10 торпед)  | 4 носових та 2 кормові ТА калібру 533-мм (10 торпед)  |
| ППО                                                                                      | 2 зенітні кулемети «Максим»                           | 2 зенітні кулемети «Максим»                           |

Щ-422 — радянський дизель-електричний підводний човен серії X типу «Щука», що входив до складу Військово-морського флоту СРСР за часів Другої світової війни. Закладений 15 грудня 1934 року на Коломенському паровозобудівному заводу у Коломні під будівельним номером 84 та назвою Щ-314. 12 квітня 1935 року спущений на воду. Однак, через низкі спроможності Коломенського паровозобудівного заводу будувати підводні човни, 7 травня 1936 року переведений для добудови на завод № 112 «Червоне Сормово» в Горькому. 5 грудня 1937 року введений до складу сил флоту, 6 грудня 1937 року включений до складу Балтійського флоту. Брав участь у Радянсько-фінській і німецько-радянський війнах.

## Історія служби
У травні-червні 1939 року Щ-314 перевели Біломорсько-Балтійським каналом на Північний флот, де 17 червня 1939 року човен отримав назву Щ-422. 21 червня його включили до складу 3-го дивізіону підводних човнів Північного флоту.
За час німецько-радянської війни Щ-422 здійснив 15 бойових походів, провівши в морі 223 дні, здійснив 18 торпедних атак із пуском 42 торпед.
12 вересня 1941 року Щ-422 торпедував пароплав Ottar Jarl в Танафіорді. 25 липня 1943 року удостоєний звання гвардійського ПЧ.
30 червня 1943 року Щ-422 вийшов в останній похід. З того часу ніякої інформації про подальшу долю радянської субмарини немає. Човен можливо загинув у бою з протичовновими кораблями противника 5 липня, міг підірватися на мінах, або ймовірно був потоплений 8 липня глибинними бомбами з літака BV 138.